# 両刃の斧
『両刃の斧』（りょうじんのおの）は、大門剛明によるサスペンス小説。2019年2月22日に中央公論新社から書き下ろしで文庫化された。
15年前に娘を殺害され、妻を看病しながら事件の真相を追い続ける元刑事の柴崎佐千夫と、元刑事のかつての部下であり現在は所轄刑事である川澄成克が疑う側と疑われる側という立場でありながらも再捜査の中で交錯していく過程を描く。
2022年11月からWOWOWでテレビドラマ化（後述）。

## 登場人物
川澄成克（）
彌冨署の刑事。かつては柴崎の部下だった。
柴崎佐千夫（）
退職した刑事で川澄の恩人。退職後も15年前の長女殺害事件の真相を追い続けている。
山田太士（）
彌冨署捜査一課の刑事。川澄の娘である日葵の婚約者。
川澄日葵（）
女性警察官で、川澄の娘。
川澄多映子（）
川澄の妻で、元女性警察官。
沢木美織（）
元科捜研に所属していた専従捜査班の女性。
梶野彬（）
専従捜査班の班長。
森下竜馬（）
鑑識課の所属であったが、飲酒運転事故を引き起こしたために退職。
青山陽太（）
彌冨署地域課の巡査部長。
最上茂（）
彌冨署捜査一課の係長。
谷口良二（）
彌冨署の刑事で、強行犯係係長。
柴崎三輪子（）
柴崎の妻。
白井哲史（）
彌冨署の元捜査一課長。
室田洋蔵（）
刑事時代の柴崎の上司。
榊遥大（）
彌冨署の刑事。
牧村早人（）
彌冨署捜査一課の最上班所属の刑事。
柴崎曜子（）
柴崎の長女。15年前に名古屋で何者かに殺害された。
柴崎和可菜（）
柴崎の次女。

## 書誌情報
- 大門剛明「両刃の斧」中央公論新社、ISBN 978-4-12-206697-7、2019年2月22日発売（文庫書き下ろし）

## テレビドラマ
『連続ドラマW 両刃の斧』（れんぞくドラマダブル りょうじんのおの）と題して、2022年11月13日から12月18日までWOWOWプライムおよびWOWOW 4Kで放送された。同時にWOWOWオンデマンドでも配信。主演は井浦新と柴田恭兵。

### キャスト

#### 川澄家
- 川澄成克（捜査一課強行犯係谷口班 刑事） - 井浦新
- 川澄多映子（成克の妻） - 高岡早紀[4]
- 川澄日葵（成克の娘・所轄の警察官） - 奈緒[4]（幼少期：宝辺花帆美[5]）

#### 芝崎家
- 柴崎佐千夫（元神奈川県警捜査一課 刑事） - 柴田恭兵
- 柴崎三輪子（佐千夫の妻・病気で入院中） - 風吹ジュン[4]
- 柴崎曜子〈享年23〉（佐千夫の長女・保育士・15年前自宅アパートで殺害される） - 見上愛[4]
- 柴崎和可菜〈享年17〉（佐千夫の次女・曜子の死後 白血病で死亡） - 長澤樹[4]

#### 警察関係者
- 山田太士（県警本部 巡査部長・日葵の婚約者） - 坂東龍汰[4]
- 梶野彬（県警捜査一課専従捜査班 班長） - 波岡一喜[4]
- 沢木美織（県警捜査一課専従捜査班 刑事・科捜研出身） - 高橋メアリージュン[4]
- 青山陽太（見花山駅前交番 警察官） - 宇野祥平[4]
- 白井哲史（青山の伯父・元警視正） - ルー大柴[4]
- 最上茂（捜査一課 係長） - 信太昌之[6]
- 谷口良二（捜査一課強行犯係 係長・成克の上司） - 川瀬陽太[7]
- 鈴木（捜査一課強行犯係谷口班 刑事） - 鈴木武
- 安川（捜査一課強行犯係谷口班 刑事） - 森レイ子[8]
- 斉藤（彌冨署強行班刑事） - 大宮将司[9]
- 刑事 - 山下征志[10]
- 捜査一課長 - みやたに[11]
- 鑑識課員 - 小林竜樹[12][13]
- 警察官 - 萩原悠[14]
- 土屋（留置場警官） - 金井勇太[15]
- 室橋（元警察官・DNA型鑑定を得意にしていた） - ベンガル[16]

#### 事件関係者
- 森下竜馬〈45〉（自動車部品工場 派遣社員・元警察官） - 黒田大輔[4]
- 飯塚[17]（会社員・森下の大学の同級生） - カトウシンスケ[18]
- 岡田光樹（曜子殺害事件の目撃者・当時大学生） - 斎藤嘉樹[19]
- 老婆（曜子を家で休ませてあげた老婆） - 喜多道枝[20]
- フリーライター（公園での事件の目撃者） - 内田慈[21]

#### その他
- 塚越明美（被害者支援センターかながわ 相談員） - 手塚理美[22]
- 宮田（犯罪被害者遺族） - 黒田こらん[23]
- 犯罪被害者遺族 - 福井裕子[24]
- ホームレス（マロの元飼い主） - ジジ・ぶぅ[25]
- 医師（三輪子の担当医） - こんばやし元樹[26]
- 看護師（三輪子の担当看護師） - 御子柴彩里
- ワイドショー司会者 - 小林博[27]
- 木野瀬真知子（犯罪被害者） - 岩井堂聖子
- 木野瀬吾郎（真知子の父・故人） - 谷仲恵輔[28]

### スタッフ
- 原作 - 大門剛明「両刃の斧」（中公文庫 / 中央公論新社刊）
- 監督 - 森義隆
- 脚本 - 鈴木謙一
- 音楽 - 大間々昂
- 企画・プロデュース - 武田吉孝、下田淳行
- プロデューサー - 井口正俊、星野秀樹
- 制作プロダクション - ツインズジャパン
- 製作著作 - WOWOW

### 放送日程
| 各話   | 放送日          |
| ------ | --------------- |
| 第1話  | 2022年 11月13日 |
| 第2話  | 11月20日        |
| 第3話  | 11月27日        |
| 第4話  | 12月04日        |
| 第5話  | 12月11日        |
| 最終話 | 12月18日        |

| WOWOW 連続ドラマW 日曜オリジナルドラマ             | WOWOW 連続ドラマW 日曜オリジナルドラマ | WOWOW 連続ドラマW 日曜オリジナルドラマ     |
| 前番組                                             | 番組名                                 | 次番組                                     |
| -------------------------------------------------- | -------------------------------------- | ------------------------------------------ |
| シャイロックの子供たち （2022年10月9日 - 11月6日） | 両刃の斧 （2022年11月13日 - 12月18日） | ギバーテイカー （2023年1月22日 - 2月19日） |